# De vliegeraar
De vliegeraar, voorheen De vliegeraar van Kabul (oorspronkelijke titel: The Kite Runner) is de debuutroman van de Afghaans-Amerikaanse schrijver en arts Khaled Hosseini. De eerste druk verscheen in 2003 bij uitgeverij Riverhead Books, New York. In 2003 verscheen de Nederlandse vertaling door Miebeth van Horn bij De Bezige Bij. Eind 2007 waren er in Nederland een miljoen exemplaren van verkocht. In 2007 is er een verfilming uitgekomen (in Nederland en België in 2008). Deze film is in Afghanistan zelf verboden, zowel in de bioscopen als op dvd, wegens passages die kwetsend zouden kunnen worden geacht voor de islamitische zeden: in het boek en in de film komt een homoseksuele verkrachting voor; bovendien zouden sluimerende etnische spanningen kunnen oplaaien (de Hazaren hebben een ondergeschikte positie in de film; Assef is zeer haatdragend tegenover hen). Vier jonge Afghaanse acteurs zijn al eerder uit voorzorg naar de Verenigde Arabische Emiraten overgebracht. Het boek werd later tevens in stripvorm uitgebracht, geïllustreerd door Fabio Celoni.

## Kenmerken
De vliegeraar vertelt het verhaal over twee beste vrienden die samen opgroeien in het vredige Kaboel, Afghanistan, tot een vreselijke gebeurtenis en het schuldgevoel dat daarmee gepaard gaat de vrienden voorgoed uit elkaar drijft.
Op de achtergrond van het verhaal staan een aantal gebeurtenissen uit de geschiedenis van Afghanistan, van de val van de monarchie, via de Sovjet-invasie tot het Taliban-regime.
Het verhaal wordt in de eerste persoon verteld door de hoofdpersoon Amir (behalve één hoofdstuk dat door de vriend van Amirs vader, Rahim Khan, wordt verteld).

## Verhaal

### Amirs jeugd
Amir, een Pashtun, is de zoon van een gerespecteerde zakenman en heeft een zorgeloze jeugd in een van de betere buurten van Kaboel, Afghanistan. Amirs moeder, Sofia Akrami, een hoogleraar, dichteres en afstammeling van de Afghaanse koninklijke familie, stierf in Amirs kraambed.
De beste vriend en tevens bediende van zijn vader, de Hazara Ali, woont met zijn zoon Hassan in een simpele hut op het erf van Amirs vader. Hassans moeder, Sanaubar, was een volle nicht van Ali. Na de geboorte van Hassan in de hut weigerde ze hem vast te houden bij het zien van zijn hazenlip; enkele dagen later vertrekt ze met een groep rondreizende dansers.
Amir en Hassan groeien samen op. Gezien ze beide geen moeder hadden, werden ze gevoed door dezelfde min; iets dat onherroepelijk een band schept. Hoewel ze samen een zorgeloze jeugd beleven en Hassan een vast onderdeel is in het bestaan van Amir, bestaat een scheve verhouding tussen hen. Amir en zijn vader, die in het boek Baba (Perzisch voor vader) wordt genoemd, zijn Pashtun; een soennitisch en gerespecteerd volk in Afghanistan. Hassan en zijn vader Ali zijn echter Hazara's; een van oorsprong Mongools volk dat sjiitisch is en daardoor onderdrukt en achtergesteld wordt. Door het verschil in rijkdom en status geniet Amir van luxe en onderwijs, terwijl de ongeletterde Hassan zijn toegewijde bediende is.
Als Amir er later op terugkijkt, lijkt zijn hele leven één lange, luie zomer met Hassan. Niet iedereen waardeert hun vriendschap, dat komt door het statusverschil dat tussen hen heerst en door het feit dat ze niet van dezelfde stam afkomstig zijn. Assef, de lokale tiran die er nationaalsocialistische ideeën op na houdt, vindt dat Amir zijn soort bezoedelt door met Hazara's als Hassan om te gaan. Keer op keer komt Hassan echter tot Amirs redding als een gevecht lijkt uit te breken.
Een ander probleem van Amir is de relatie met zijn vader; een grote, woeste man met een goed hart en uitstekende zakeninstincten. Baba en zijn vriend en zakenpartner Rahim Khan bezitten onder andere enkele restaurants en een weeshuis. Baba is trots en mannelijk en wordt alom gerespecteerd, maar Amir is zijn tegenpool. Baba geeft zelfs een keer tegen Rahim Khan toe dat als hij niet had gezien hoe Amir geboren wordt, hij niet zou geloven dat hij werkelijk zijn zoon was. Zo houdt Amir zich bezig met lezen en het schrijven van verhalen, is hij totaal niet geïnteresseerd in sport en komt hij niet voor zichzelf op.
Amir wil zijn vaders liefde en aandacht winnen door mee te doen aan de jaarlijkse vechtvliegerwedstrijd in de straten van Afghanistan. De wedstrijden zijn daar uiterst populair; bijna alle jongens van zijn leeftijd doen mee. Het winnen ervan geeft je status en eer onder alle inwoners van de stad. Het is een van de weinige dingen waarin Amir weet uit te blinken. Hassan is zijn trouwe hulp bij de vliegerwedstrijd; hij gaat achter de vliegers van de tegenstanders aan als Amir ze kapotsnijdt. Als Amir eindelijk wint wacht hij op zijn trofee om zijn vader eindelijk mee te winnen: de symbolische laatste gevallen vlieger. Hassan rent vol vertrouwen door de straten van Kabul, hij heeft een speciaal talent voor het lokaliseren van de gevallen vliegers. Met de woorden "Voor jou doe ik alles" vertrekt hij.
Als Hassan maar niet terugkeert gaat Amir naar hem op zoek. Hij vindt Hassan alleen in een steegje met de radicale soenniet Assef en zijn vrienden, de laatste vlieger in zijn hand. Amir laat zijn aanwezigheid niet merken en blijft aan het begin van het steegje staan, terwijl hij toekijkt hoe Hassan de vlieger met zijn leven verdedigt; zelfs als Assef Hassan verkracht en hem bloedend laat liggen doet Amir niets. Hassan brengt hem later de vlieger. Beiden vertellen nooit iemand over het voorval en praten er ook niet met elkaar over.
Amir wint weliswaar de liefde en het respect van zijn vader met de trofee, maar verliest zijn eigenwaarde en hechtste vriendschap. Niets kan meer worden wat het was als Amir wordt overvallen door een immens schuldgevoel. Hassan neemt Amir namelijk niets kwalijk, hoewel hij wist dat Amir getuige was van de verkrachting en niets ondernam. Zo sluit Amir zijn beste vriend totaal uit zijn leven, maar kan hij niet met het schuldgevoel verder leven.
Amir stelt zijn vader voor om de bedienden te vervangen door anderen, wat Baba verontwaardigd van de hand wijst. Dan gaat Amir zo ver zijn horloge onder Hassans matras te verstoppen en hem ervan te beschuldigen het gestolen te hebben. Als Baba aan Hassan vraagt of hij het horloge echt gestolen had, antwoordt Hassan ja, omdat hij en zijn vader weg willen uit Baba's huis. Hassan verraadt niet tegen Baba dat Amir degene was die het horloge opzettelijk onder zijn bed gelegd had (wat Hassan als laatste vriendschapsdaad aan zijn vader had gesmeekt). Baba vergeeft hem de vermeende diefstal, maar toch vertrekt Ali met Hassan onmiddellijk, naar Hazarajat waar zijn neef woont. Baba is vreselijk ontdaan (Amir ziet hem zelfs voor het eerst in zijn leven huilen) en probeert Ali, die altijd als een broer voor hem is geweest, tevergeefs over te halen te blijven.
Enkele jaren later, na de inval van de communisten uit de Sovjet-Unie, vlucht Baba, die altijd anticommunistisch is geweest en nu gevaar loopt, met Amir naar Pakistan.

### In de Verenigde Staten
Na een tijd lang in Pakistan te hebben gewoond, strijken Amir en Baba uiteindelijk neer in Fremont in de Verenigde Staten. Baba heeft een zware baan bij een benzinestation en heeft moeite met rondkomen. Ook kan hij zich maar moeilijk aanpassen aan de Amerikaanse samenleving. Amir, daarentegen, groeit op tot een echte Amerikaan. Hij volgt met succes de middelbare school en gaat Engels studeren. Ver van Afghanistan lijken Amir en Baba eindelijk een band te kunnen ontwikkelen. Zo gaan ze elke zaterdag naar de Afghaanse rommelmarkt, waar ze allerlei dingen doorverkopen. Daar ontmoet Amir Soraya Taheri, de dochter van Jamila en generaal Taheri, een hooggeplaatste en trotse Afghanen. Amir wordt langzaam verliefd op haar, en vraagt zijn vader uiteindelijk haar hand te vragen bij Soraya's vader. Ze trouwen niet veel later, omdat Baba ondertussen ziek geworden is.
Baba lijdt aan een ongeneeslijke vorm van longkanker en takelt snel af. Na een paar epileptische aanvallen wordt zijn ziekte algemeen bekend, maar hij duldt geen medeleven. Uiteindelijk, na het huwelijk van Amir en Soraya, sterft hij vredig in zijn slaap. Amir en Soraya hebben ondertussen moeite met het krijgen van kinderen. Soraya blijkt onvruchtbaar te zijn en door hun Afghaanse gewoonten is adoptie uitgesloten. Amir accepteert het als een feit dat het vaderschap hem niet is gegund; als straf voor wat hij Hassan had aangedaan.
Dan belt Rahim Khan vanuit Pakistan. Hij is stervende en Amir moet direct naar hem toe komen; er is nog een manier om het goed te maken.

### Terug in Afghanistan
Wanneer Amir de oude goede vriend van zijn vader, Rahim Khan, opnieuw ontmoet, vertelt deze hem dat Hassan eigenlijk een buitenechtelijke zoon van Baba is, dus een halfbroer van Amir. Hassan, zijn vrouw en zijn vader zijn door geweld om het leven gekomen, maar Hassans zoontje Sohrab woont nog in een weeshuis in Afghanistan. Amir ziet hierin de laatste kans zijn schuld goed te maken en zijn verleden te laten rusten. Hij gaat naar Afghanistan, geholpen door Farid die hem overal naartoe brengt en vindt het weeshuis. Hier krijgt hij van de directeur Zaman te horen dat Sohrab een maand eerder is meegenomen door een
talib. Wanneer Amir deze talib heeft gevonden komt hij tot de gruwelijke ontdekking dat het Assef is. Amir staat erop Sohrab mee te nemen, waarna een gevecht volgt. Het wordt Amir bijna fataal, maar hij wordt gered door Sohrab, die Assef met zijn katapult een projectiel in het oog schiet. Amir vlucht met Sohrab naar Pakistan.
Zijn vrouw Soraya en hij besluiten Sohrab te adopteren. Bij de Amerikaanse ambassade blijkt echter dat dit vrijwel onmogelijk is. Wanneer Amir Sohrab vertelt dat hij waarschijnlijk toch nog voor een korte tijd naar een weeshuis moet, wordt Sohrab heel bang en probeert hij zelfmoord te plegen. In het ziekenhuis vindt Amir zijn vertrouwen in God terug en bidt voor Sohrabs leven. De artsen weten de jongen op het nippertje te redden. Amir neemt Sohrab mee naar Amerika waar een oom van Soraya, die bij de immigratiedienst werkt, hen kan helpen. Sohrab zwijgt bijna een jaar lang, maar op het Afghaans nieuwjaar koopt Amir een vlieger en vliegeren hij en Sohrab samen. De eerste glimlach in een jaar kruipt over Sohrabs gezicht.